# 愛しき者へ
『愛しき者へ』（いとしきものへ）は、東海テレビ制作・フジテレビ系列で、2003年3月31日〜6月27日に放送された昼のテレビドラマである。

## あらすじ
代理出産の是非を問う作品。
医大生の春菜はある日、バイト先で行われていたパーティ会場で刃傷沙汰に遭遇する。春菜はノイローゼの女にナイフで刺された貴士を応急処置し、その事件がきっかけで春菜は貴士夫妻と親交を深めていくが、貴士の妻・薫は不妊症で、夫婦仲の問題を抱えていた。
貴士との関係を修復したい薫は、やがて代理出産を望むようになる。かかりつけの産婦人科医の協力もあり、春菜はその相手として相応しいことが分かり、薫は春菜に代理母になって欲しいと依頼する。
学費に窮していた春菜は悩み抜いた挙句、その申し出を受け、代理母として貴士の子を産む決意をする。薫の要望で、人工授精ではなく実際に2人で体を重ね、子どもを作ってほしいと言われる。間もなく春菜の妊娠が判明するが、自身のお腹の中で育っていく胎児に、そして貴士へも愛情が芽生え始める。
出産後、子どもはすぐに薫に引き取られ美怜と名付けられた。子どもはいないのに張り続ける母乳に、春菜の「自分の子どもに会いたい」という思いは募っていく一方であった。

## キャスト
- 佐伯春菜：馬渕英里何（現・馬渕英俚可）
- 松園薫：国生さゆり
- 松園貴士：増沢望
- 宇治正臣：升毅
- 宇治芙美：田中ひろ子
- 青山良平：松永博史
- 野々村修：原田篤
- 大山建夫：山中敦史
- 佐伯輝子：増子倭文江
- 佐伯泰三：津嘉山正種
- 松園美怜：安谷屋なぎさ
- 佐伯麻也：笠原織人
- 三田麻子：藤田瞳子

## スタッフ
- 企画：鶴啓二郎（東海テレビ）
- 原作：わたなべまさこ『独りまつり』
- 脚本：金谷祐子、金井寛
- 音楽：椎名KAY太
- プロデューサー：風岡大（東海テレビ）、阿部謙三（東宝）、佐藤毅（東宝）
- プロデューサー補：服部宣之、加藤孝政
- 演出：藤木靖之、北川学、皆川智之、村松弘之、三木茂
- 技術協力：東通、サンライズアート、BULL
- 美術協力：ケイエッチケイアート、山崎美術
- 収録スタジオ：国際放映・TMC-1スタジオ
- 医事監修：小倉病院
- ヴァイオリン演奏：後藤勇一郎
- ヴァイオリン監修：伊能修
- 広報：藤城大子（東海テレビ）、竹中麻紀（東海テレビ）
- 制作：東海テレビ、東宝

## サブタイトル
| 第1週  | 第1週     | 第1週          | 第2週                       | 第2週                       | 第2週                       | 第3週                                    | 第3週                                    | 第3週                                    |
| 回     | 放送日    | サブタイトル   | 回                          | 放送日                      | サブタイトル                | 回                                       | 放送日                                   | サブタイトル                             |
| ------ | --------- | -------------- | --------------------------- | --------------------------- | --------------------------- | ---------------------------------------- | ---------------------------------------- | ---------------------------------------- |
| 第1話  | 2003.3.31 |                | 第6話                       | 2003.4.7                    |                             | 第11話                                   | 2003.4.14                                | 妻のたくらみ                             |
| 第2話  | 2003.4.1  |                | 第7話                       | 2003.4.8                    |                             | 第12話                                   | 2003.4.15                                | 妻への疑惑                               |
| 第3話  | 2003.4.2  |                | 第8話                       | 2003.4.9                    |                             | 第13話                                   | 2003.4.16                                | 月明かりの一夜                           |
| 第4話  | 2003.4.3  |                | 第9話                       | 2003.4.10                   |                             | 第14話                                   | 2003.4.17                                | 妻のジェラシー                           |
| 第5話  | 2003.4.4  |                | 第10話                      | 2003.4.11                   |                             | 第15話                                   | 2003.4.18                                | 私の中のいのち                           |
| 第4週  | 第4週     | 第4週          | 第5週                       | 第5週                       | 第5週                       | 第6週                                    | 第6週                                    | 第6週                                    |
| 回     | 放送日    | サブタイトル   | 回                          | 放送日                      | サブタイトル                | 回                                       | 放送日                                   | サブタイトル                             |
| 第16話 | 2003.4.21 | 両親についた嘘 | 第21話                      | 2003.4.28                   | 会わない約束                | 第26話                                   | 2003.5.5                                 | 窮屈な同居生活                           |
| 第17話 | 2003.4.22 | 恋をしている夫 | 第22話                      | 2003.4.29                   | 感動的な映像                | 第27話                                   | 2003.5.6                                 | 気づかれた妊娠                           |
| 第18話 | 2003.4.23 | 傷つけあう愛   | 第23話                      | 2003.4.30                   | 後ろめたい幸せ              | 第28話                                   | 2003.5.7                                 | 禁じられた告白                           |
| 第19話 | 2003.4.24 | 姿を消した夫   | 第24話                      | 2003.5.1                    | 気まずい夕食会              | 第29話                                   | 2003.5.8                                 | どこか遠くへ…                            |
| 第20話 | 2003.4.25 | 別荘での密会   | 第25話                      | 2003.5.2                    | 突然の引っ越し              | 第30話                                   | 2003.5.9                                 | 封印された愛                             |
| 第7週  | 第7週     | 第7週          | 第8週                       | 第8週                       | 第8週                       | 第9週                                    | 第9週                                    | 第9週                                    |
| 回     | 放送日    | サブタイトル   | 回                          | 放送日                      | サブタイトル                | 回                                       | 放送日                                   | サブタイトル                             |
| 第31話 | 2003.5.12 | 微妙な共同生活 | 第36話                      | 2003.5.19                   | 新しい母親                  | 第41話                                   | 2003.5.26                                | 痛ましい事件                             |
| 第32話 | 2003.5.13 | せつない過食症 | 第37話                      | 2003.5.20                   | 我が子との別れ              | 第42話                                   | 2003.5.27                                | 渡された航空券                           |
| 第33話 | 2003.5.14 | 両親との絶縁   | 第38話                      | 2003.5.21                   | 深夜の忍び泣き              | 第43話                                   | 2003.5.28                                | 名もなき赤ん坊                           |
| 第34話 | 2003.5.15 | 一枚の愛の楽譜 | 第39話                      | 2003.5.22                   | お別れの握手                | 第44話                                   | 2003.5.29                                | 春菜の重大決心                           |
| 第35話 | 2003.5.16 | 手編みの靴下   | 第40話                      | 2003.5.23                   | 温かなふるさと              | 第45話                                   | 2003.5.30                                | 腕の中の我が子                           |
| 第10週 | 第10週    | 第10週         | 第11週                      | 第11週                      | 第11週                      | 第12週                                   | 第12週                                   | 第12週                                   |
| 回     | 放送日    | サブタイトル   | 回                          | 放送日                      | サブタイトル                | 回                                       | 放送日                                   | サブタイトル                             |
| 第46話 | 2003.6.2  | 思いがけぬ再会 | 第51話                      | 2003.6.9                    | 嘘のお母さま                | 第56話                                   | 2003.6.16                                | 子供たちの反乱                           |
| 第47話 | 2003.6.3  | 帰国してきた人 | 第52話                      | 2003.6.10                   | 悩める子供たち              | 第57話                                   | 2003.6.17                                | 無言の抵抗                               |
| 第48話 | 2003.6.4  | 誰にも言わない | 第53話                      | 2003.6.11                   | 見知らぬ父親                | 第58話                                   | 2003.6.18                                | 自分の居場所                             |
| 第49話 | 2003.6.5  | 口止めした真実 | 第54話                      | 2003.6.12                   | お母さんの写真              | 第59話                                   | 2003.6.19                                | 一方的な離婚届                           |
| 第50話 | 2003.6.6  | 出生への疑惑   | 第55話                      | 2003.6.13                   | 答えられぬ質問              | 第60話                                   | 2003.6.20                                | 行方不明の二人                           |
| 最終週 | 最終週    | 最終週         | 視聴率                      | 視聴率                      | 視聴率                      | 視聴率                                   | 視聴率                                   | 視聴率                                   |
| 回     | 放送日    | サブタイトル   | 最高視聴率 10.0%（6月10日） | 最高視聴率 10.0%（6月10日） | 最高視聴率 10.0%（6月10日） | 平均視聴率 6.9%（関東） ・7.4%（名古屋） | 平均視聴率 6.9%（関東） ・7.4%（名古屋） | 平均視聴率 6.9%（関東） ・7.4%（名古屋） |
| 第61話 | 2003.6.23 | 隠していた病気 |                             |                             |                             |                                          |                                          |                                          |
| 第62話 | 2003.6.24 | 手術拒否…      |                             |                             |                             |                                          |                                          |                                          |
| 第63話 | 2003.6.25 | はずした指輪   |                             |                             |                             |                                          |                                          |                                          |
| 第64話 | 2003.6.26 | 迷える外科医   |                             |                             |                             |                                          |                                          |                                          |
| 最終話 | 2003.6.27 | 愛の輝き…      |                             |                             |                             |                                          |                                          |                                          |

## 主題歌
- 『かわらないこと 〜since 1976〜』 歌：KOKIA（ビクターエンタテインメント）